# Bahnhof Musashi-Kosugi
Der Bahnhof Musashi-Kosugi (jap. 武蔵小杉駅, Musashi-Kosugi-eki) ist ein Bahnhof auf der japanischen Insel Honshū. Er ist ein bedeutender Verkehrsknotenpunkt und befindet sich in der Präfektur Kanagawa auf dem Gebiet der Stadt Kawasaki (genauer im Bezirk Nakahara-ku).

## Verbindungen
Musashi-Kosugi umfasst zwei verschiedene Bahnhöfe, die zwar rund 250 Meter voneinander entfernt sind, aber denselben Namen tragen. Der westliche ist ein Turmbahnhof, an dem sich einerseits die Nambu-Linie von JR East sowie die Meguro-Linie und die Tōyoko-Linie der Tōkyū Dentetsu auf zwei Ebenen kreuzen. Der östlich gelegene Durchgangsbahnhof wird von der Yokosuka-Linie und der Shōnan-Shinjuku-Linie (beide JR East) bedient.
Auf der Nambu-Linie fahren Nahverkehrszüge je nach Tageszeit alle vier bis zehn Minuten, mit Halt an allen Bahnhöfen zwischen Kawasaki und Tachikawa. Zwischen 10 und 20 Uhr verkehren zusätzlich jede halbe Stunde Eilzüge, die mehrere Zwischenbahnhöfe auslassen. Zwischen Shibuya und Yokohama verkehren auf der Tōyoko-Linie tagsüber 17 bis 18 Züge stündlich, während der Hauptverkehrszeit bis 20. Die meisten werden in Shibuya zur Fukutoshin-Linie und in Yokohama zur Minatomirai-Linie durchgebunden. Mit Ausnahme des S-Train halten in Musashi-Kosugi sämtliche Eilzüge. Auf der in diesem Bereich parallel verlaufenden Meguro-Linie verkehren die Züge in der Regel zwischen Meguro und Hibiya, wobei in Meguro üblicherweise eine Durchbindung zur Namboku-Linie und zur Mita-Linie erfolgt. Tagsüber werden bis zu zwölf Züge stündlich angeboten, während der Hauptverkehrszeit bis zu 20 Züge (davon jeweils vier Eilzüge). Züge der Yokosuka-Linie verkehren vier- bis zehnmal je Stunde von Tokio (Durchbindung zur Sōbu-Schnellbahnlinie) über Yokohama und Ōfuna nach Zushi oder Kurihama. Auf der zu einem großen Teil parallel verlaufenden Shōnan-Shinjuku-Linie werden je Stunde vier bis sieben Züge zwischen Shinjuku und Zushi angeboten. Hinzu kommen halbstündliche Schnellzüge von Shinjuku nach Ebina (die so genannten Sōtetsu-Direktzüge).
Aufgrund der geographischen Lage sind die Bushaltestellen auf vier verschiedene Standorte verteilt. Bedient werden sie von drei Dutzend Linien des Verkehrsamts der Stadt Kawasaki sowie der Gesellschaften Kawasaki Tsurumi Rinkō Bus und Tōkyū Bus.

## Anlage
Die gleichnamigen Bahnhöfe stehen in den Stadtteilen Kosugimachi und Shinmarukohigashi, die beide zum Stadtbezirk Nakahara-ku gehören. In der Nähe befinden sich das Todoroki-Leichtathletikstadion (Heimspielstätte des Fußballvereins Kawasaki Frontale) sowie mehrere Bürohochhäuser, Wohnsiedlungen und Einkaufszentren.
Der im Westen gelegene Turmbahnhof umfasst zwei Ebenen. Die untere ist von Westen nach Osten ausgerichtet und besitzt zwei Gleise an zwei vollständig überdachten Seitenbahnsteigen; an diesen halten die Züge der Nambu-Linie. Züge der Tōyoko-Linie und der Meguro-Linie halten auf der oberen Ebene, die von Norden nach Süden ausgerichtet ist. Sie besitzt vier Gleise an zwei ebenfalls vollständig überdachten Mittelbahnsteigen. Da sich beide Ebenen nur an ihrem nördlichen bzw. westlichen Ende berühren, gibt es zwei verschiedene Empfangsgebäude. Jenes der Nambu-Linie spannt sich in Form eines Reiterbahnhofs über die West-Ost-Gleise und ist über gedeckte Durchgänge mit dem nördlichen Ende der oberen Bahnsteige verbunden. Das fünfgeschossige Empfangsgebäude der Tōyoko- und Meguro-Linie wiederum ist in den Viadukt integriert; es ist ebenerdig zugänglich und beherbergt ein kleineres Einkaufszentrum.
Die Verbindung zum östlich gelegenen Durchgangsbahnhof erfolgt durch eine gedeckte Fußgängerpassage. Diese verläuft zunächst ostwärts der Südseite der Nambu-Linie entlang und findet ihre Fortsetzung in einem Personentunnel, der nach Süden abbiegt und mit Fahrsteigen sowie Rolltreppen ausgestattet ist. Der Tunnel mündet in den Mittelbahnsteig der Yokosuka- und Shōnan-Shinjuku-Linie, der sich auf einem Damm befindet. Das Empfangsgebäude ist an dessen südlichem Ende zu finden und ebenerdig zugänglich. An der Westseite des Damms erhebt sich ein Viadukt, auf dem die Tōkaidō-Shinkansen verläuft. Unmittelbar nördlich der Kreuzung mit der Nambu-Linie liegt die engste Kurve dieser Schnellfahrstrecke mit einem Radius von 500 m.
Im Fiskaljahr 2019 nutzten durchschnittlich 352.450 Fahrgäste täglich den Bahnhof. Davon entfielen 129.194 auf JR East und 223.256 auf die Tōkyū Dentetsu.

## Bilder

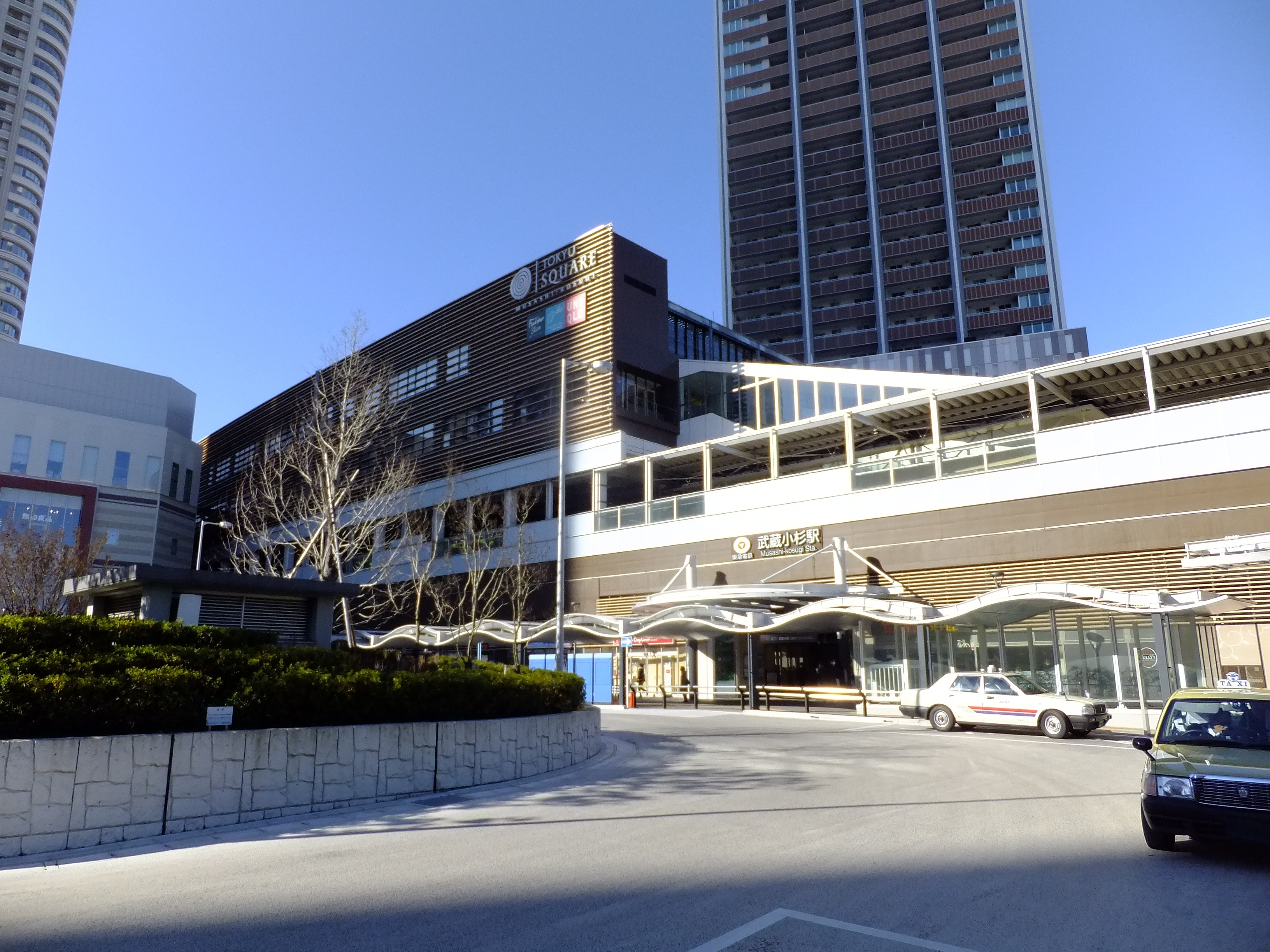
Empfangsgebäude der Linien von Tōkyū Dentetsu
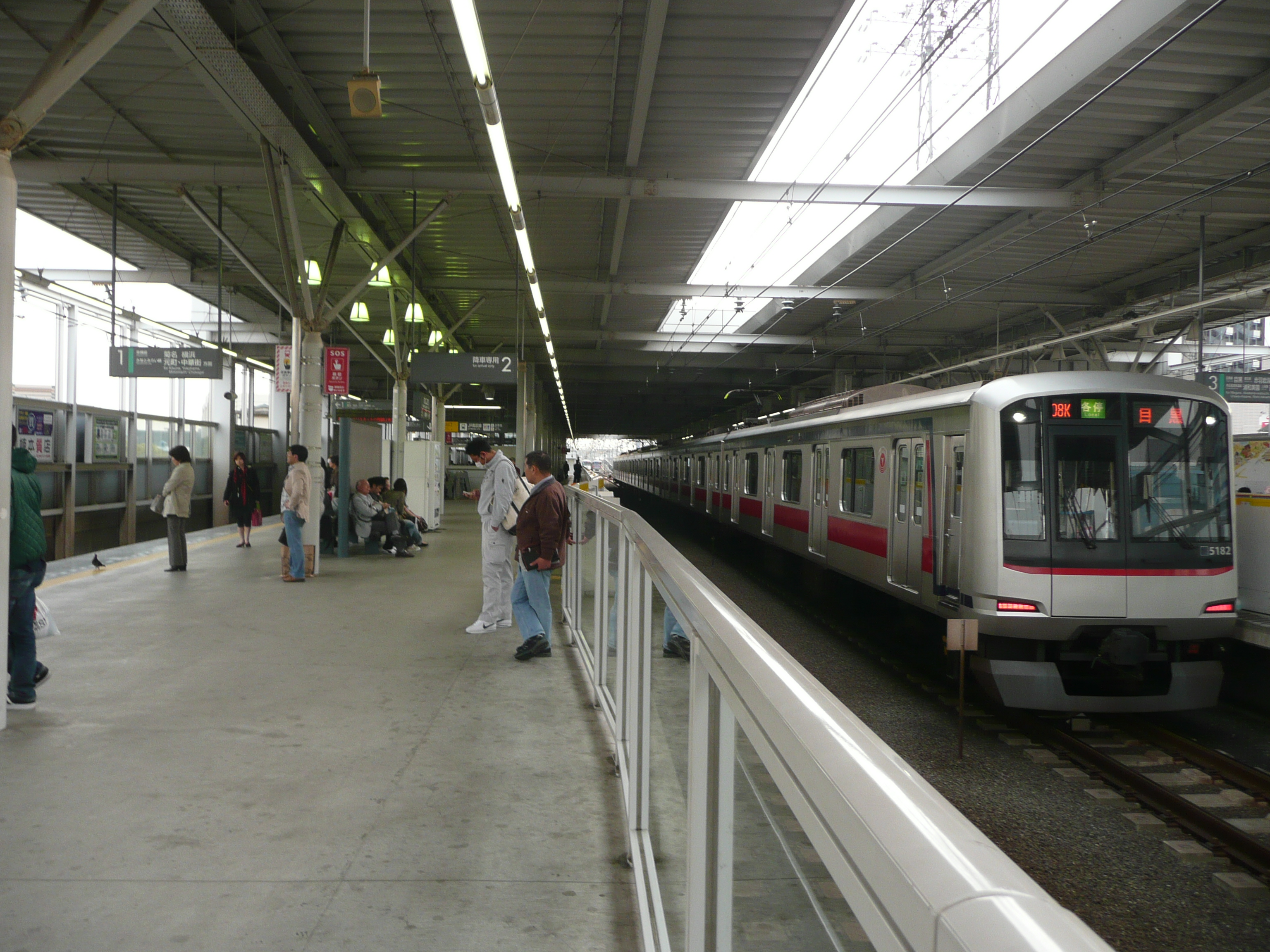
Bahnsteig der Tōyoko- und Meguro-Linie
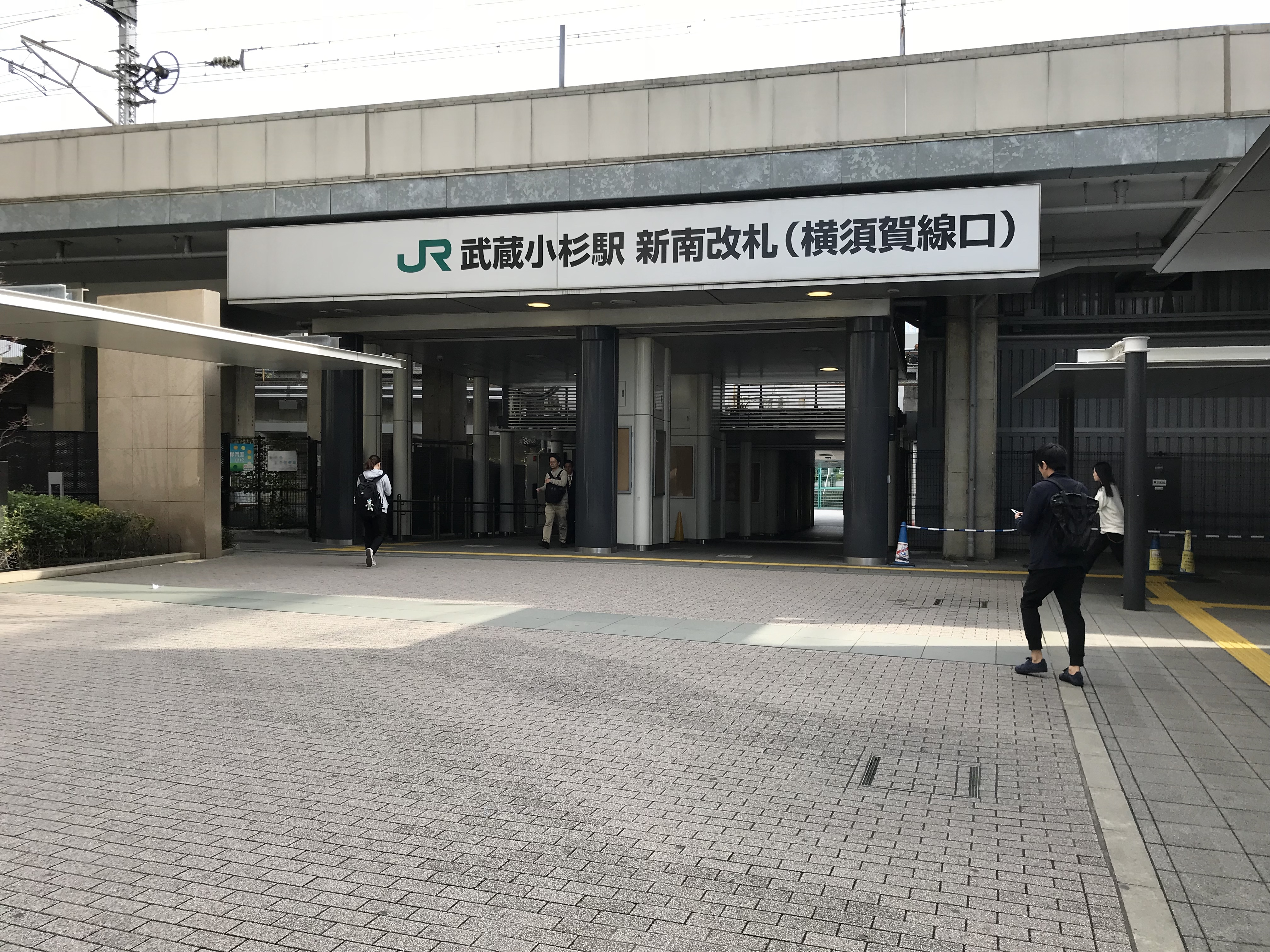
Empfangsgebäude der Yokosuka-Linie
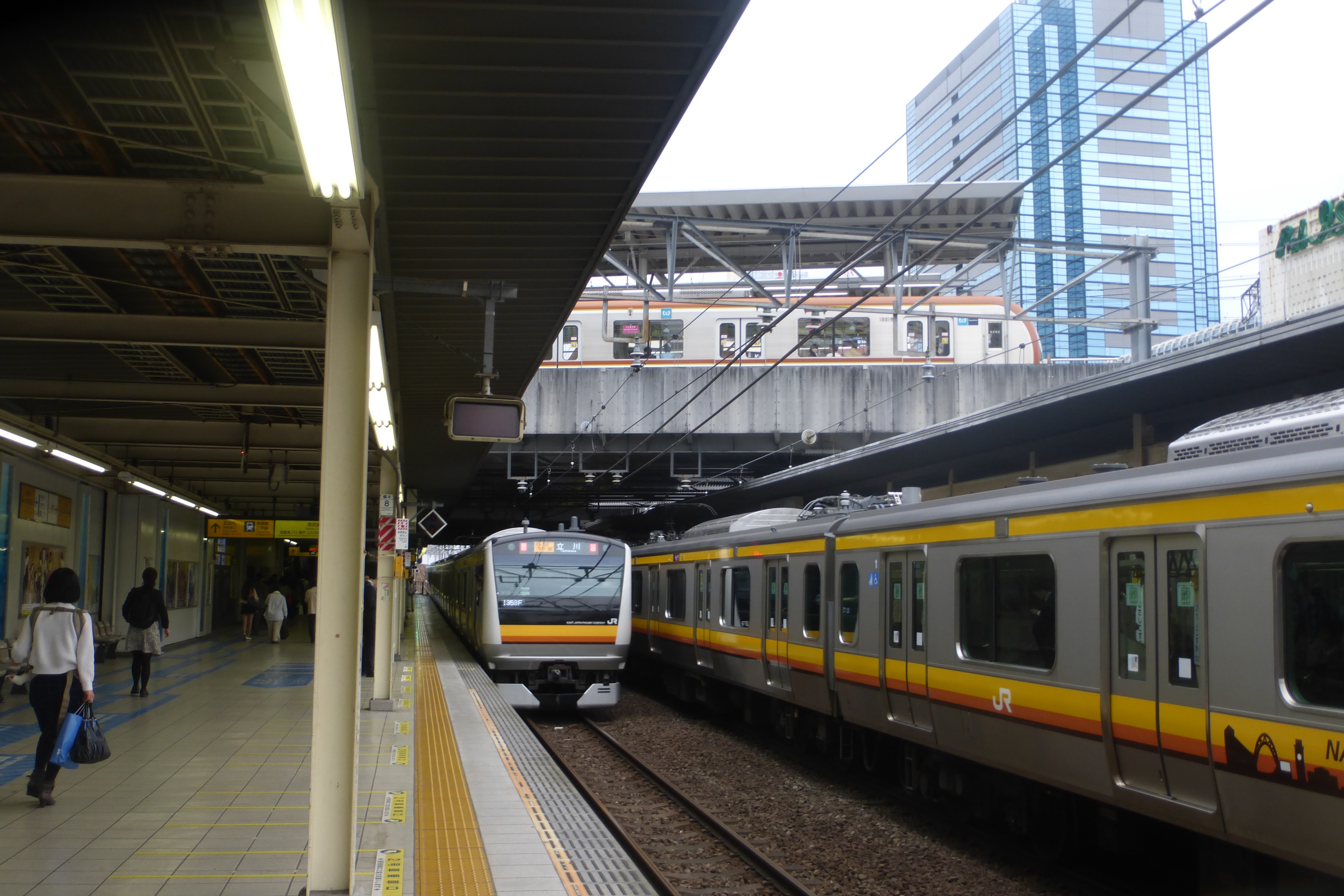
Bahnsteig der Nambu-Linie
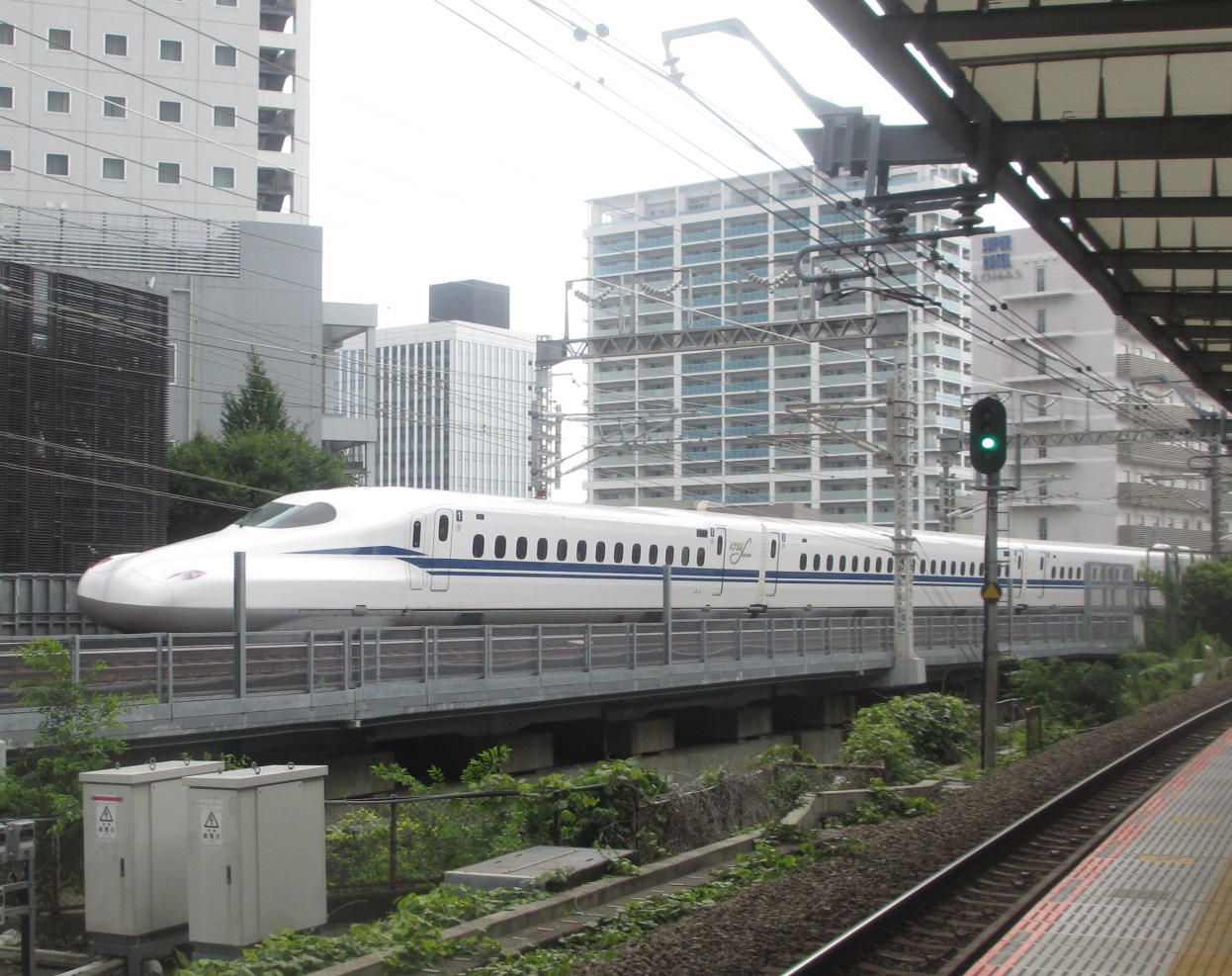
Vorbeifahrender Shinkansen
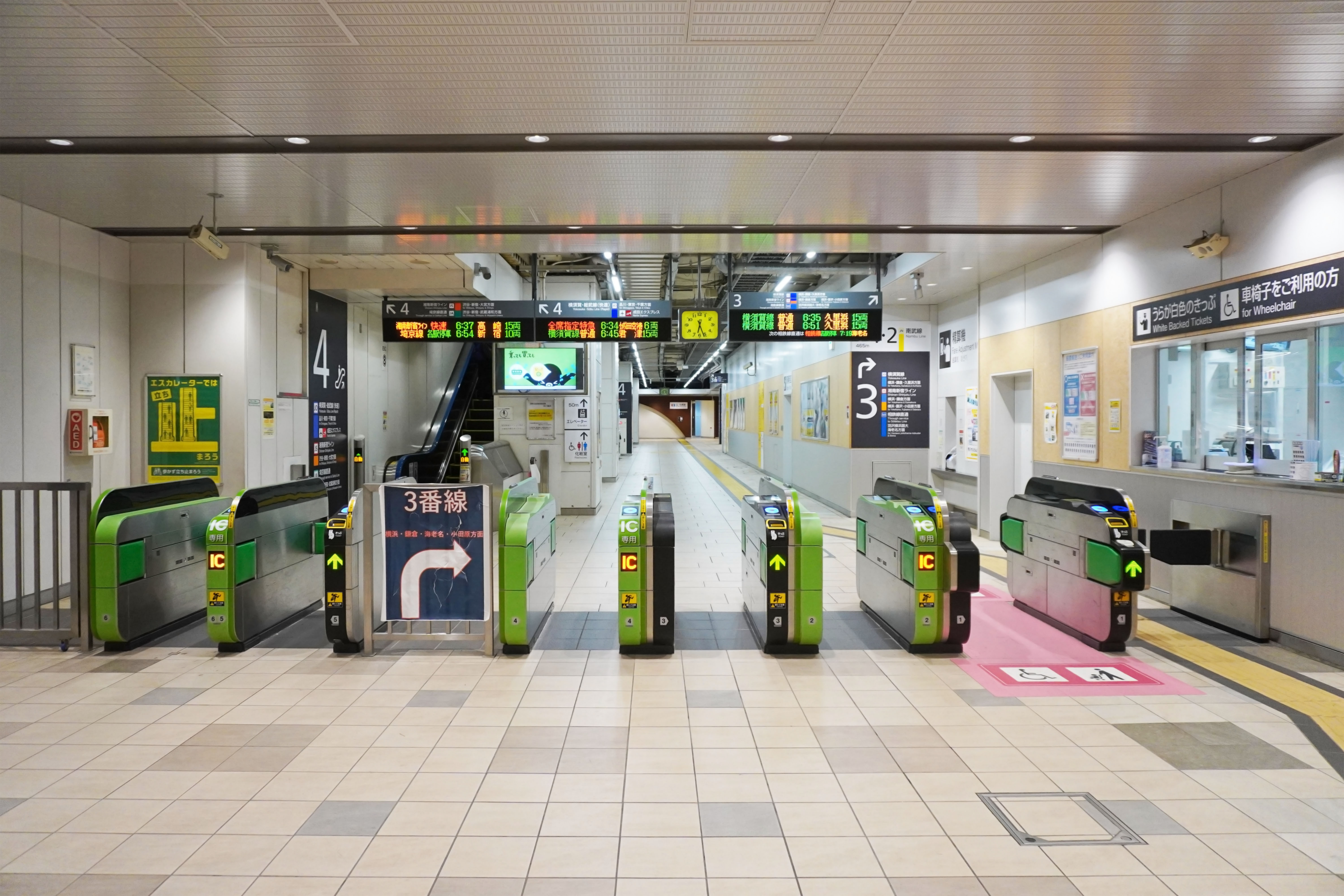
Neuer Ticketschalter Süd (Februar 2024)

## Gleise

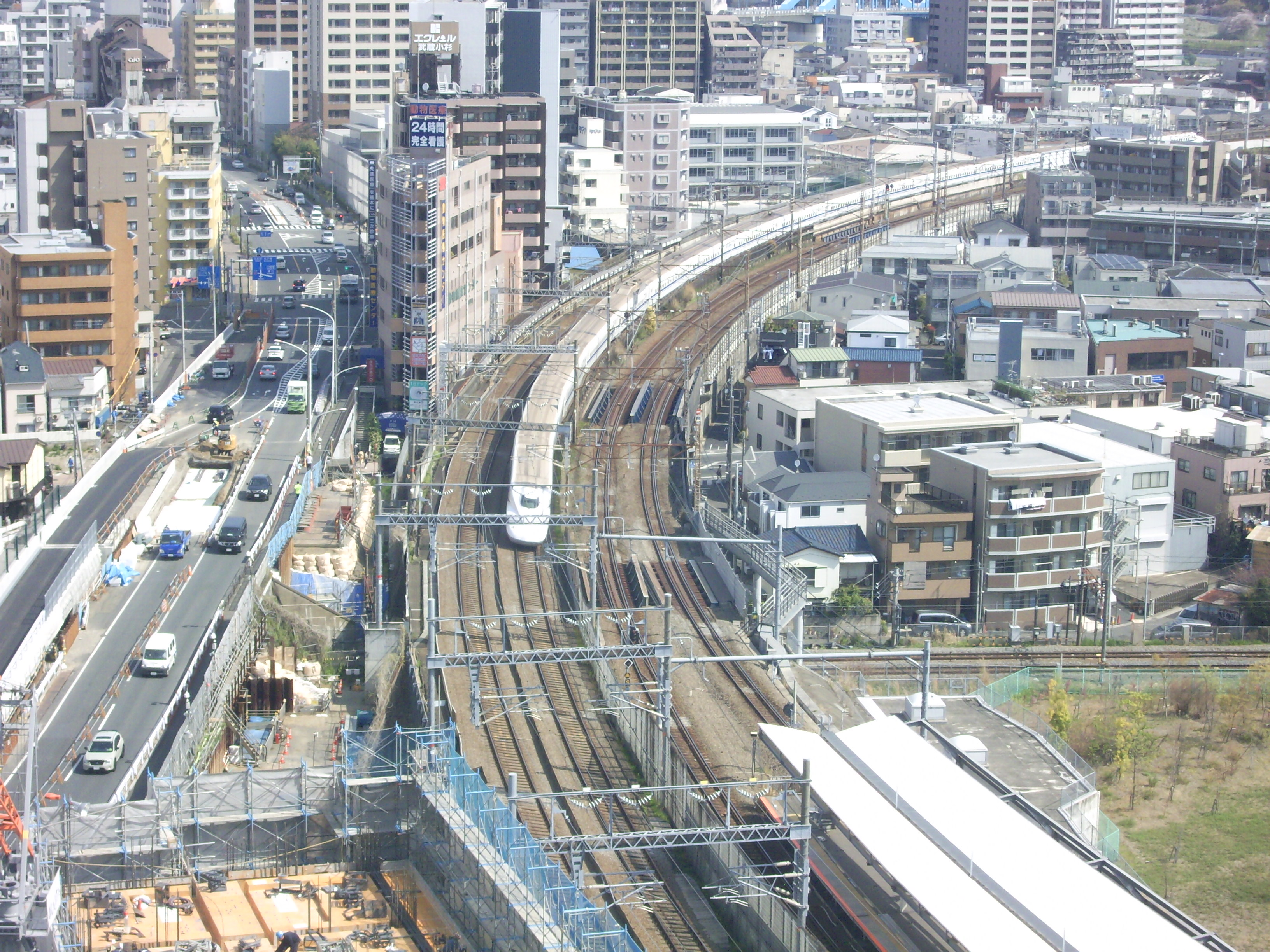
Enge Kurve der Tōkaidō-Shinkansen, daneben die Gleise der Yokosuka-Linie; rechts unten ist die Nambu-Linie zu erkennben

Turmbahnhof
| 1 | ▉ Nambu-Linie           | Shitte • Kawasaki                                |
| 2 | ▉ Nambu-Linie           | Musashi-Mizonokuchi • Fuchū-Honmachi • Tachikawa |
| 3 | ▉ Yokosuka-Linie        | Yokohama • Zushi • Kurihama                      |
| 3 | ▉ Shōnan-Shinjuku-Linie | Yokohama • Zushi / Odawara                       |
| 4 | ▉ Yokosuka-Linie        | Shinagawa • Tokio • Chiba • Flughafen Narita     |
| 4 | ▉ Shōnan-Shinjuku-Linie | Shibuya • Shinjuku • Ōmiya                       |

Durchgangsbahnhof
| 1 | ▉ Tōyoko-Linie | Kikuna • Yokohama • Motomachi-Chūkagai       |
| 2 | ▉ Meguro-Linie | Hiyoshi                                      |
| 3 | ▉ Meguro-Linie | Meguro • Urawa-misono / Nishi-Takashimadaira |
| 4 | ▉ Tōyoko-Linie | Shibuya • Ikebukuro • Ogawamachi / Hannō     |

## Linien
| Verlauf der Nambu-Linie |
| --- |
| Kawasaki • Shitte • Yakō • Kashimada • Hirama • Mukaigawara • Musashi-Kosugi • Musashi-Nakahara • Musashi-Shinjō • Musashi-Mizonokuchi • Tsudayama • Kuji • Shukugawara • Noborito • Nakanoshima • Inadazutsumi • Yanokuchi • Inagi-Naganuma • Minami-Tama • Fuchū-Honmachi • Bubaigawara • Nishifu • Yaho • Yagawa • Nishi-Kunitachi • Tachikawa Hamakawasaki-Zweigstrecke: Shitte • Hatchōnawate • Kawasaki-Shinmachi • Odasakae • Hama-Kawasaki |

| Verlauf der Shōnan-Shinjuku-Linie |
| --- |
| Ōmiya • Urawa • Akabane • Ikebukuro • Shinjuku • Shibuya • Ebisu • Ōsaki • Nishi-Ōi • Musashi-Kosugi • Shin-Kawasaki • Yokohama • Hodogaya • Higashi-Totsuka • Totsuka • Ōfuna • Kita-Kamakura • Kamakura • Zushi |

| Verlauf der Sōbu-Schnellbahnlinie / Yokosuka-Linie |
| --- |
| Tsudanuma • Funabashi • Ichikawa • Shin-Koiwa • Kinshichō • Bakurochō • Shin-Nihombashi • Tokyo • Shimbashi • Shinagawa • Nishi-Ōi • Musashi-Kosugi • Shin-Kawasaki • Yokohama • Hodogaya • Higashi-Totsuka • Totsuka • Ōfuna • Kita-Kamakura • Kamakura • Zushi • Higashi-Zushi • Taura • Yokosuka • Kinugasa • Kurihama |

| Verlauf der Tōkyū Tōyoko-Linie / Minatomirai-Linie |
| --- |
| Shibuya • Daikan-yama • Naka-Meguro • Yūtenji • Gakugei-daigaku • Toritsu-daigaku • Jiyūgaoka • Den’en-chōfu • Tamagawa • Shin-Maruko • Musashi-Kosugi • Motosumiyoshi • Hiyoshi • Tsunashima • Ōkurayama • Kikuna • Myōrenji • Hakuraku • Higashi-Hakuraku • Tammachi • Yokohama • ShinTakashima • Minatomirai • Bashamichi • ShinTakashima • Nihon-ōdōri • Motomachi-Chūkagai |

| Verlauf der Tōkyū Meguro-Linie |
| --- |
| Meguro • Fudō-mae • Musashi-Koyama • Nishi-Koyama • Senzoku • Ōokayama • Okusawa • Den’en-chōfu • Tamagawa • Shin-Maruko • Musashi-Kosugi • Motosumiyoshi • Hiyoshi |

## Geschichte
Als die damaligen Bahngesellschaften Tōkyō-Yokohama Dentetsu und Nambu Tetsudō 1926 bzw. 1927 ihre Hauptstrecken eröffneten, gab es an der neu entstandenen Kreuzungsstelle noch keinen Bahnhof. Dies änderte sich am 1. November 1927 mit der Eröffnung der beiden Haltepunkte Ground-mae (グラウンド前) und Musashi-Kosugi an der Nambu-Linie. Ersterer war nach einem benachbarten Sportplatz benannt, letzterer lag etwas weiter westlich an der Kreuzung mit der heutigen Nationalstraße 409. Am 1. April 1944 wurde die Nambu Tetsudō verstaatlicht; der Staat baute den Haltepunkt Ground-mae auf diesen Zeitpunkt hin zum Bahnhof Musashi-Kosugi aus, während der gleichnamige Haltepunkt an der Straßenkreuzung am selben Tag stillgelegt wurde. An der Tōyoko-Linie nahm die Tōkyū Dentetsu am 16. Juni 1945 eigene Bahnsteige in Musashi-Kosugi in Betrieb. Sie waren provisorisch und nicht überdacht; außerdem waren sie nur morgens und abends für Pendler mit entsprechendem Ausweis zugänglich. Um bessere Umsteigebeziehungen zu schaffen, verlegte die Tōkyū Dentetsu ihren provisorischen Haltepunkt am 31. März 1953 um etwa 180 Meter nach Süden, wodurch der heutige Turmbahnhof entstand.
Zur Entlastung der Tōkaidō-Hauptlinie nahm das Eisenbahnministerium 1929 die Hinkaku-Linie zwischen Shinagawa und Tsurumi in Betrieb. Sie führte rund einen Viertelkilometer östlich am Eisenbahnkreuz Musashi-Kosugi vorbei und diente zunächst fünf Jahrzehnte lang ausschließlich dem Güterverkehr. Parallel zu ihrer Trasse verlief ab 1964 die aufgeständerte Schnellfahrstrecke Tōkaidō-Shinkansen. Ab 1980 leitete die Staatsbahn die Züge der Yokosuka-Linie durch diesen Verkehrskorridor. Im Rahmen der Staatsbahnprivatisierung ging der staatliche Teil des Bahnhofs Musashi-Kosugi an der Nambu-Linie am 1. April 1987 in den Besitz der neuen Gesellschaft JR East über. Ab 6. August 2000 ließ die Tōkyū Dentetsu auch Züge der Meguro-Linie durch den Bahnhof passieren. Zu diesem Zweck hatten sie den nach Musashi-Kosugi führenden Streckenabschnitt von zwei auf vier Gleise ausgebaut. Der viergleisige Abschnitt nach Hiyoshi folgte am 22. April 2008.
Im April 2005 kamen JR East und die Stadt Kawasaki überein, an der Strecke der Yokosuka-Linie (und der seit 2001 bestehenden Shōnan-Shinjuku-Linie) einen eigenen Durchgangsbahnhof in Musashi-Kosugi zu errichten, um den Norden der Stadt besser mit Shinjuku, Shinagawa und Tokio zu verbinden. Die Bauarbeiten begannen im Mai 2007 und die Eröffnung erfolgte am 13. März 2010. Die Fußgängerverbindung zum Turmbahnhof stand ab 25. Juni 2011 zur Verfügung.